# Tirs au but
Les tirs au but sont un moyen de départager deux équipes lors d'une rencontre sportive s'étant conclue sur un match nul, afin de déterminer ainsi un vainqueur ou un qualifié. Les règles liées à cette procédure diffèrent selon le sport voire la compétition. De manière générale, un joueur procède à un tir depuis une position déterminée, le seul défenseur adverse étant le gardien de but. Les équipes tirent en alternance pour un nombre fini de tirs et la séance prend fin si une équipe a acquis une avance suffisante pour ne pas être rattrapée. Si ce n'est pas le cas, la séance continue dans une phase de « mort subite », jusqu'à que les deux équipes soient départagées.

## Football

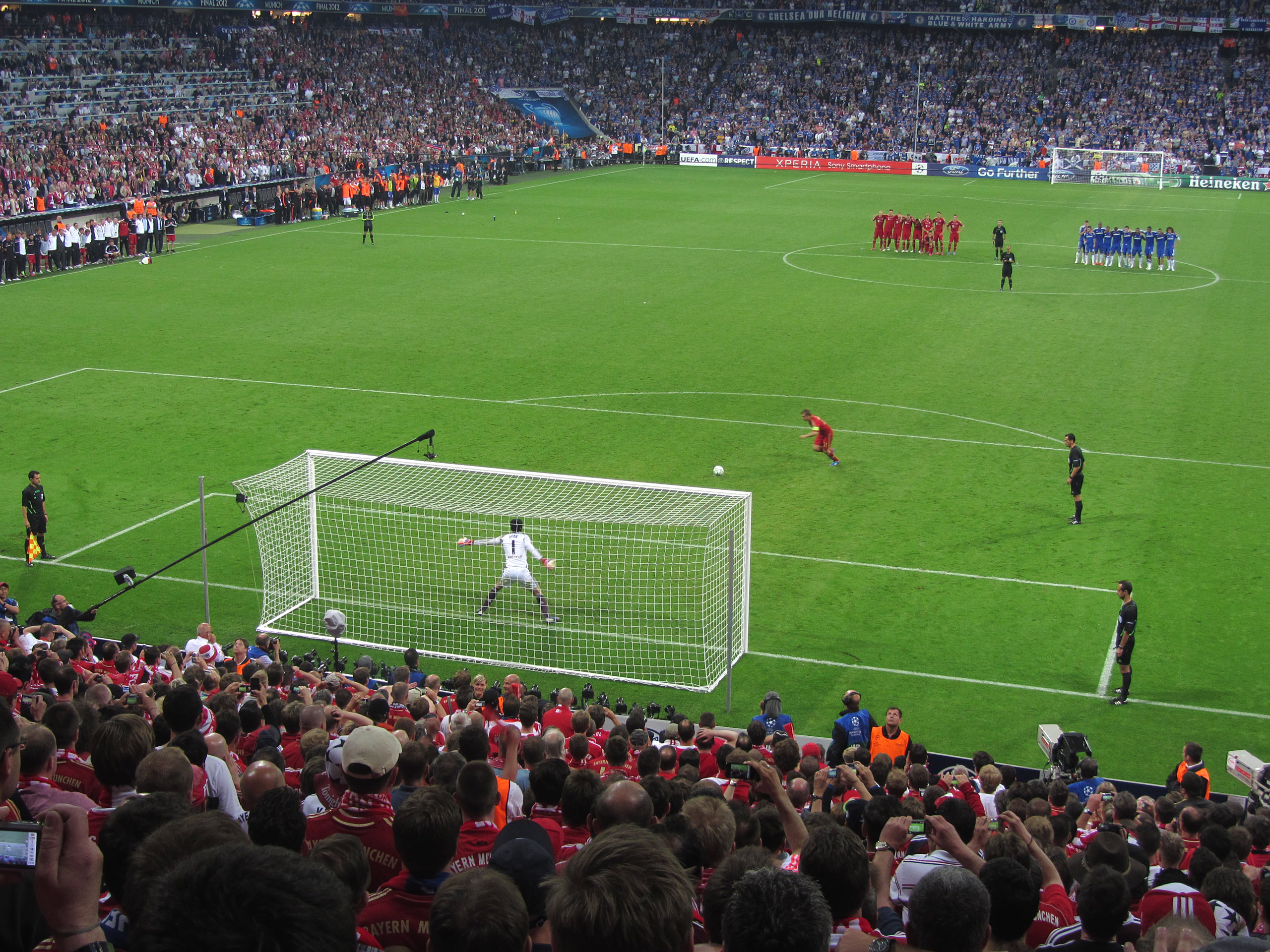
Exemple de tir au but au football.

En cas d'égalité à l'issue du temps réglementaire et d'une éventuelle prolongation, les deux équipes sont départagés par une séance de tirs au but régie par la loi 10 du football.

## Handball

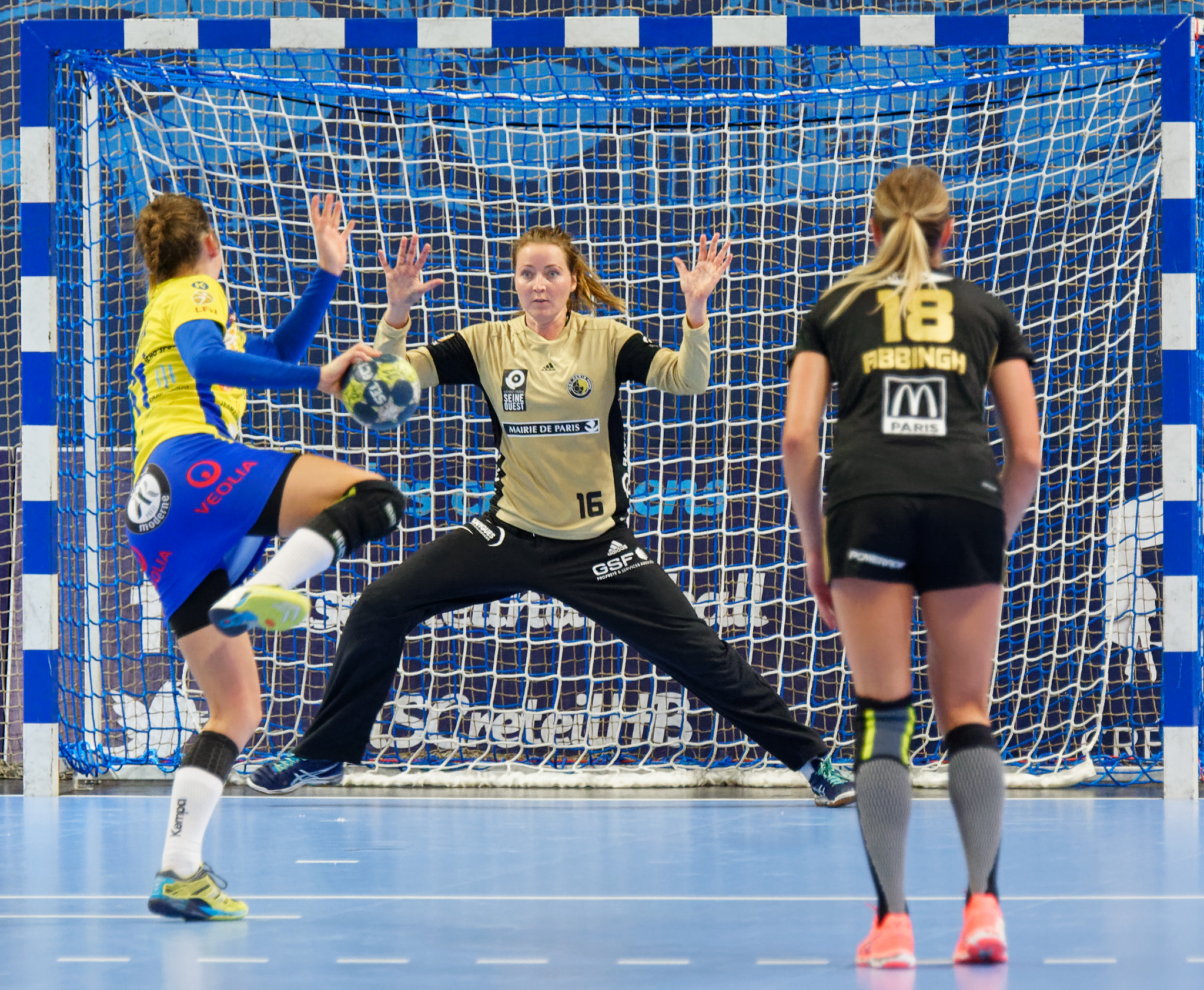
Jet de 7 mètres au handball

En cas d'égalité au terme du temps réglementaire puis des prolongations, une séance de jets de 7 mètres est réalisée. 5 tireurs sont désignés par les deux entraîneurs. Les joueurs tirent de la ligne des 7 mètres alternativement avec les joueurs adverses. S'il y a toujours égalité à l'issue de ces 5 tirs par équipe, cinq joueurs tirent à nouveau dans l'ordre inverse des cinq tirs initiaux jusqu'à ce que l'une des équipes rate son tir tandis que l'autre le réussisse,.

## Hockey sur glace
Lorsque deux équipes sont toujours à égalité après les prolongations, afin de désigner un vainqueur, on les départage avec une séance de tirs de fusillade, appelée « tirs de barrage » au Québec, « tirs au but » en Europe.

## Rugby à XV
En cas d'égalité au terme du temps réglementaire puis de la prolongation, une séance de tirs au but est réalisée. 
3 buteurs sont sélectionnés par équipe. Les joueurs tirent de 6 positions :
- de la ligne des 22 mètres
  - face aux poteaux,
  - sur la croix des 15 mètres à gauche
  - sur la croix des 15 mètres à droite
- de la ligne des 40 mètres :
  - face aux poteaux,
  - sur la croix des 15 mètres à gauche
  - sur la croix des 15 mètres à droite

Lors du quart de finale de la Coupe d'Europe de rugby de 2022, le Stade Toulousain s’est imposé face au Munster après une séance de tir aux buts.

## Water-polo
En cas d'égalité au terme du temps réglementaire, 5 joueurs et un gardien de but sont désignés par les deux entraîneurs. Les joueurs tirent de la ligne des 5 mètres alternativement à chaque extrémité de l'aire de jeu. S'il y a toujours égalité à l'issue de ces 5 tirs par équipe, les mêmes joueurs tirent à nouveau jusqu'à ce que l'une des équipes rate son tir tandis que l'autre le réussit. 
La séance de tirs au but la plus longue de l'histoire du sport a lieu lors de la finale féminine du tournoi des Jeux panaméricains de 2011 à Guadalajara : les Américaines marquent 19 tirs au but sur 20, tandis que les Canadiennes en marquent 18 sur 20,.